# Seibert
Seibert – miasto w Stanach Zjednoczonych, w stanie Kolorado, w hrabstwie Kit Carson.